# Education, Education, Education & War
Education, Education, Education & War é o quinto álbum de estúdio da banda britânica de rock Kaiser Chiefs, que foi lançado em 31 de março de 2014. Foi produzido por Ben H. Allen III e é o primeiro disco do grupo gravado com o baterista Vijay Mistry.

## Faixas
| CD  |                          |         |  |
| N.º | Título                   | Duração |  |
| 1.  | "The Factory Gates"      | 3:32    |  |
| 2.  | "Coming Home"            | 4:51    |  |
| 3.  | "Misery Company"         | 5:13    |  |
| 4.  | "Ruffians on Parade"     | 3:35    |  |
| 5.  | "Meanwhile Up in Heaven" | 5:12    |  |
| 6.  | "One More Last Song"     | 4:05    |  |
| 7.  | "My Life"                | 5:08    |  |
| 8.  | "Bows & Arrows"          | 3:43    |  |
| 9.  | "Cannons"                | 6:02    |  |
| 10. | "Roses"                  | 4:38    |  |

| Faixa bônus japonesa |                      |         |  |
| N.º                  | Título               | Duração |  |
| 1.                   | "Song For Stephanie" |         |  |
| 2.                   | "Nerve"              |         |  |

## Recepção da crítica
| Críticas profissionais | Críticas profissionais |
| Pontuações agregadas   | Pontuações agregadas   |
| Fonte                  | Avaliação              |
| ---------------------- | ---------------------- |
| Metacritic             | 59/100                 |
| Avaliações da crítica  |                        |
| Fonte                  | Avaliação              |
| Aesthetic Magazine     | [ 5 ]                  |
| AllMusic               | [ 6 ]                  |
| Alternative Press      | [ 7 ]                  |
| Consequence of Sound   | C                      |
| The Guardian           | [ 9 ]                  |
| Mojo                   | [ 10 ]                 |
| musicOMH               | [ 11 ]                 |
| PopMatters             | [ 12 ]                 |
| Rolling Stone          | [ 13 ]                 |
| Whiplash.net           | [ 14 ]                 |

Education, Education, Education & War recebeu crítica variadas. No site Metacritic, que mede uma nota até 100 baseado em vários reviews de especialistas. No geral, o álbum recebeu uma nota 59, baseado em 19 críticas.
Robert Ham, da Alternative Press, deu ao disco uma nota 3.5 de 5, afirmando que é um "belo sucesso" e completou dizendo que "nem tudo foi tão bom, mas há muito o que aproveitar e mostra esperança para o futuro dos Chiefs". Harriet Gibsone, do The Guardian, disse que o CD "não é tão sofisticado" como seus antecessores.
Victor Porto, do Whiplash.net, deu ao disco uma nota 9 de 10, afirmando que o disco "mostra que os Kaiser Chiefs ainda segue firme e forte, mesmo após a saída de seu principal compositor" e destacou as faixas "The Factory Gates" e "Ruffians On Parade".

## Paradas musicais
| Paradas (2014)                 | Melhor posição |
| ------------------------------ | -------------- |
| Alemanha (Media Control)       | 39             |
| Bélgica Flanders (Ultratop 50) | 33             |
| Bélgica Valônia (Ultratop 40)  | 40             |
| França (SNEP)                  | 154            |
| Países Baixos (MegaCharts)     | 37             |
| Suíça (Schweizer Hitparade)    | 76             |
| Reino Unido (UK Albums Chart)  | 1              |

## Créditos
Kaiser Chiefs
- Ricky Wilson – vocal, percussão
- Andrew "Whitey" White – guitarra, backing vocal
- Simon Rix – baixo, backing vocal
- Nick "Peanut" Baines – teclado/synths, percussão
- Vijay Mistry – bateria e percussão

Pessoal extra
- Ben H. Allen III – produção
- Michael Brauer – mixangem
- Jason Kingsland – engenheiro
- Marcus Killian - co-escritor
- Fraser T Smith - co-escritor

## Histórico de lançamento
| Região         | Data                | Gravadora(s)            | Formato(s)               |
| -------------- | ------------------- | ----------------------- | ------------------------ |
| Reino Unido    | 31 de março de 2014 | Fiction/Universal Music | CD, LP, download digital |
| Estados Unidos | 1 de abril de 2014  | ATO Records             | CD, LP, download digital |